# Tractiebatterij

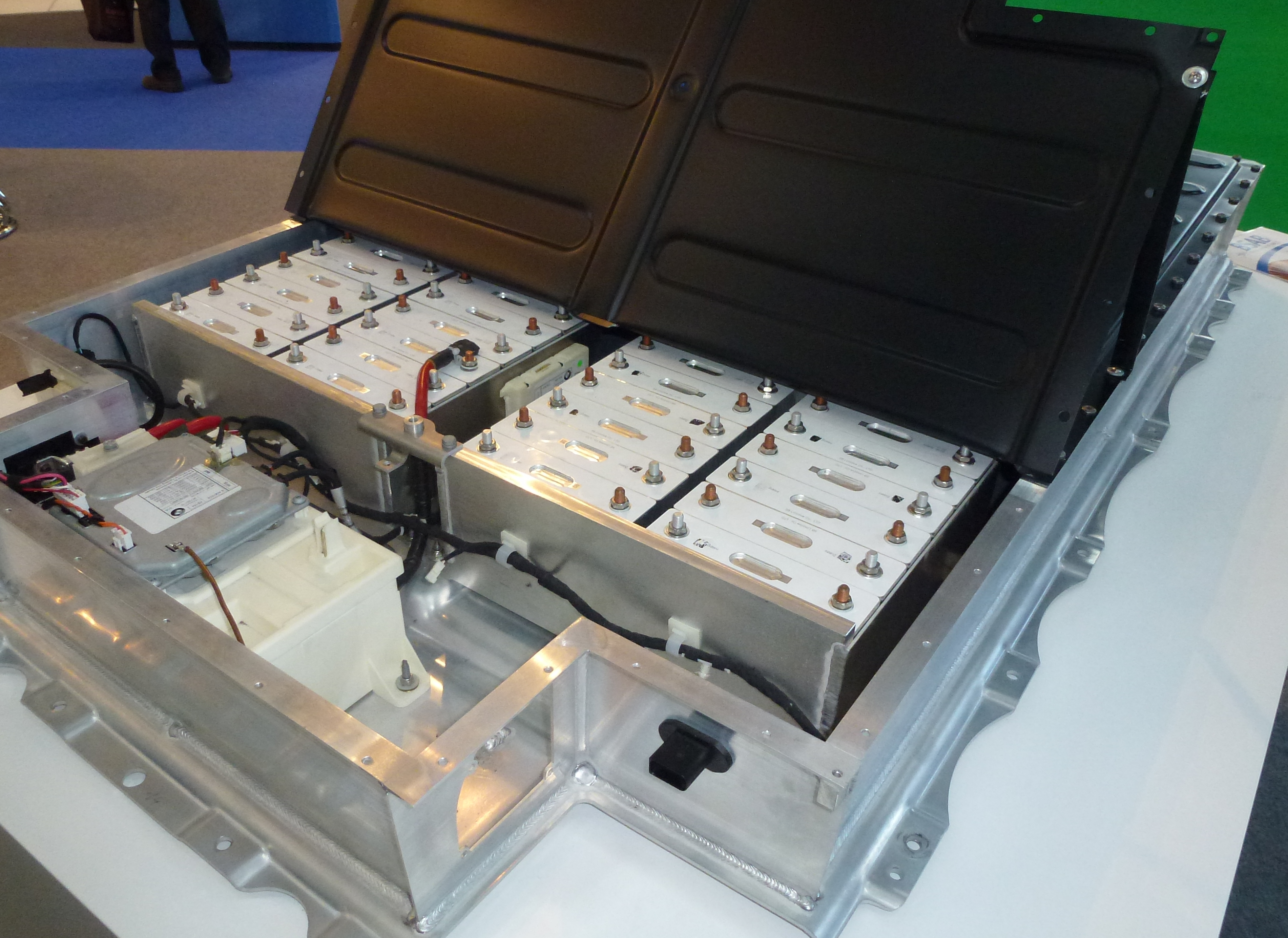
Lithium-ionbatterijpakket voor een BMW i3

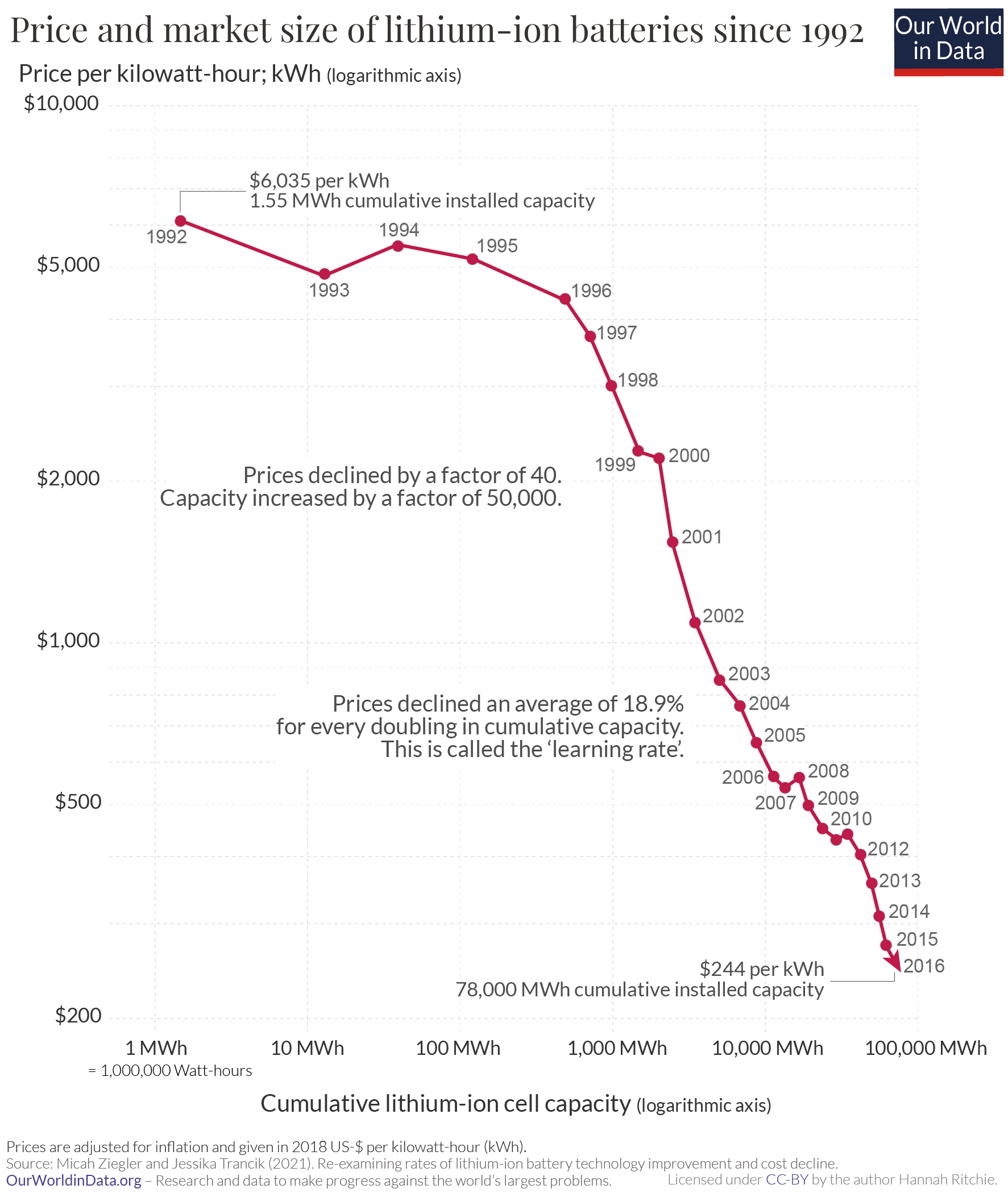
Leercurve van lithium-ion batterijen: de prijs van batterijen daalde met 97% in drie decennia.

De tractiebatterij is een accu die wordt ingezet voor het leveren van elektrische energie voor de voortbeweging van elektrische voertuigen. Vanwege de hoge capaciteit worden in hedendaagse voertuigen doorgaans lithium-ion-accu's gebruikt. Het kan gaan om elektrische auto's maar ook om voertuigen voor intern transport (heftrucks, stapelaars, palletwagens, etc.) of zelfs accutreinen.

## Capaciteit
De capaciteit van een batterij is afhankelijk van de totale oppervlakte van de platen in elke cel. De capaciteit wordt aangegeven in ampère-uur (Ah) bij een 5-urige ontlading en een temperatuur van de elektrolyt van 30 °C. Een batterij met een capaciteit van 1.000 Ah kan theoretisch 5 uur lang stroom leveren van 200 A (1.000 Ah / 5 uur). Wordt deze zelfde batterij ontladen met een grotere stroom, dan houdt de batterij dit relatief minder lang vol. Bijvoorbeeld bij een ontlaadstroom van 500A houdt de batterij dit niet 2 uur uit maar beduidend minder lang. Dit is het gevolg van relatief hogere (warmte)verliezen bij hogere stroom.

### Nominale en effectieve capaciteit
Een batterij met nominaal 1.000 Ah heeft een effectief beschikbare capaciteit van 800 Ah. Een tractiebatterij mag namelijk tot maximaal 80% ontladen worden; diepere ontlading leidt onherroepelijk tot slijtage aan de actieve massa en zal dus een lagere effectieve capaciteit tot gevolg hebben.

### Batterijen en temperatuur
De beschikbare capaciteit is afhankelijk van de temperatuur van de elektrolyt. Bij 30 °C geeft de batterij zijn nominale capaciteit. Onder gelijke omstandigheden met een temperatuur van 5 °C is er echter nog maar zo’n 80% van de nominale capaciteit beschikbaar. Indien een batterij voor langere tijd in de kou staat, zal deze minder capaciteit kunnen leveren. Er bestaan batterijen die dit capaciteitsverlies veel minder hebben.

### Laadfactor (LF)
Om een batterij op te laden moet er meer energie worden ingebracht dan dat er uitgekomen is. De laadfactor van een batterij is de verhouding tussen de ingeladen ampère-uren en de afgegeven ampère-uren. Bij standaard batterijen die geladen worden met een lader met een standaard laadkarakteristiek (DIN 41772/3/4) is de laadfactor 1,2.

#### Voorbeeld
Een batterij van nominaal 1.000 Ah heeft 80% afgegeven: 800 Ah. Met laadfactor 1,2 moet er 1,2 × 800 Ah = 960 Ah in de batterij geladen worden.
Geavanceerde laders met slimme programma’s of zelfs zuurcirculatie kunnen voor een aanzienlijk lagere laadfactor zorgen. Hierdoor verbetert meteen het waterverbruik, zijn de energiekosten lager en wordt vaak de laadtijd verkort.

## De batterijcel
Een tractiebatterij bestaat uit losse cellen die in een ijzeren of een kunststof container geplaatst worden. De ijzeren container is voorzien van een zuurbestendige coating ter bescherming. De batterijcellen worden door middel van opvulplaten vastgeklemd in de batterijcontainer, tevens dienen de opvulplaten ervoor om de cellen te scheiden van de batterijwand en als koeling tussen de cellen onderling. Het is daarom belangrijk dat de opvulplaten verdeeld worden over de batterij.
Een cel heeft een spanning van ongeveer 2 volt. Als alle cellen in serie met elkaar verbonden worden door middel van koperen of loden verbindingen dan krijgt men de volgende meest voorkomende batterijspanningen: 24, 36, 48, 72, 80 of 96 volt. Dit betekent dus dat er respectievelijk 12, 18, 24, 36, 40 of 48 cellen in serie met elkaar verbonden staan, afhankelijk van de gewenste batterijspanning. Het is ook mogelijk om de batterij serieparallel te schakelen.

### Opbouw van een batterijcel
Een batterijcel is opgebouwd uit positieve en negatieve platen. Er is altijd één negatieve plaat meer dan het aantal positieve.
De positieve of actieve plaat bestaat uit een buisjesplaat, een aantal loden staafjes aan elkaar, die als geheel beschermd worden door een poreus materiaal dat als een soort envelop om de plaat heen gevouwen is. De ruimte tussen de staafjes is opgevuld met een pasta met looddioxide. De exacte samenstelling hiervan verschilt per fabrikant en vormt al een deel van de basis van de uiteindelijke kwaliteit.
De negatieve plaat is een rooster van puur lood. De platen staan in een bad van elektrolyt: een mengsel van water en zwavelzuur.

## Types

### Loodaccu
Bij het ontladen van een loodaccu vindt er een chemisch proces plaats. De actieve massa wordt omgezet in loodsulfaat (PbSO4). Het zwavelzuur in de elektrolyt (het water–zwavelzuur mengsel) ondergaat een chemische reactie met het lood en het looddioxide. De zwaveldeeltjes worden op deze manier aan de elektrolyt onttrokken. Het soortelijk gewicht van het mengsel neemt hierdoor af en er blijft water over.
De beschikbare capaciteit van een batterij wordt minder tijdens de levensduur van de batterij. Deze afname komt door slijtage van de actieve massa in de platen. Hierdoor mag een batterij voor maximaal 80% ontladen worden.
Tijdens het opladen vindt het omgekeerde proces plaats. De zwaveldeeltjes worden uit de platen gewerkt en vormen met het water weer een egaal mengsel: elektrolyt.

### De elektrolyt
De elektrolyt is een mengsel van zwavelzuur en gedestilleerd water en is dus verdund zwavelzuur. Er is een direct verband tussen het soortelijk gewicht en de toestand van de batterij. Een “volle” batterij heeft een soortelijk gewicht van 1,290 kg/liter bij 30 °C. Is de batterij tot 20% ontladen dan is het soortelijk gewicht ca. 1,120 kg/liter. Servicetechnici spreken dan snel over “één - negenentwintig” en “één - twaalf”. Het soortelijk gewicht is te meten met een zuurweger.